# Behind the Mask (álbum)
Behind the Mask é o décimo quinto álbum de estúdio da banda anglo-americana de rock Fleetwood Mac, lançado em abril de 1990.
O disco é o primeiro da banda desde 1974 a não trazer o vocalista e guitarrista Lindsey Buckingham como integrante, cuja ausência foi substituída pelos músicos Billy Burnette e Rick Vito, dois guitarristas. Mesmo assim, Buckingham participou na faixa "Behind the Mask" tocando violão. O disco ainda traz uma composição assinada por Stevie Nicks com co-autoria de Mike Campbell (Tom Petty and the Heartbreakers), que se tornaria integrante do Fleetwood Mac em 2018.
Depois do lançamento do álbum, Nicks e Rick Vito deixaram a banda. Nicks só retornaria em 1997, na reunião da formação clássica do grupo.

## Faixas
1. "Skies the Limit" (McVie, Quintela) - 3:45
2. "Love Is Dangerous" (Nicks, Vito) - 3:18
3. "In the Back of My Mind" (Burnette, Malloy) - 7:02
4. "Do You Know" (Burnette, McVie) - 4:19
5. "Save Me" (McVie, Quintela) - 4:15
6. "Affairs of the Heart" (Nicks) - 4:22
7. "When the Sun Goes Down" (Burnette, Vito) - 3:18
8. "Behind the Mask" (McVie) - 4:18
9. "Stand on the Rock" (Vito) - 3:59
10. "Hard Feelings" (Brunette, Silbar) - 4:54
11. "Freedom" (Campbell, Nicks) - 4:12
12. "When It Comes to Love" (Burnette, Climie, Morgan) - 4:08
13. "The Second Time" (Nicks, Vito) - 2:31